# Wahlen 1889
◄◄ | ◄ | 1885 | 1886 | 1887 | 1888 | Wahlen 1889 | 1890 | 1891 | 1892 | 1893 | ► | ►►

Weitere Ereignisse

## Europa

### Frankreich
Die Wahl zur Abgeordnetenkammer fand am 22. September und 6. Oktober 1889 statt. 

### Portugal
Die Parlamentswahl fand am 20. Oktober 1889 statt.